# Linka 6 (metro v Ciudad de México)
Linka 6 je jedna z linek metra v Ciudad de México, je značena červenou barvou. Linka má 11 stanic a dlouhá je 13,947 km.

## Chronologie otevírání jednotlivých úseků
| Úsek                                    | Datum otevření    |
| --------------------------------------- | ----------------- |
| El Rosario - Instituto del Petróleo     | 21. prosince 1983 |
| Instituto del Petróleo - Martín Carrera | 8. července 1986  |

## Provoz
Linka 6 se kříží s linkami metra 3, 4, 5, 7 a linkami Metrobusu 1, 6.

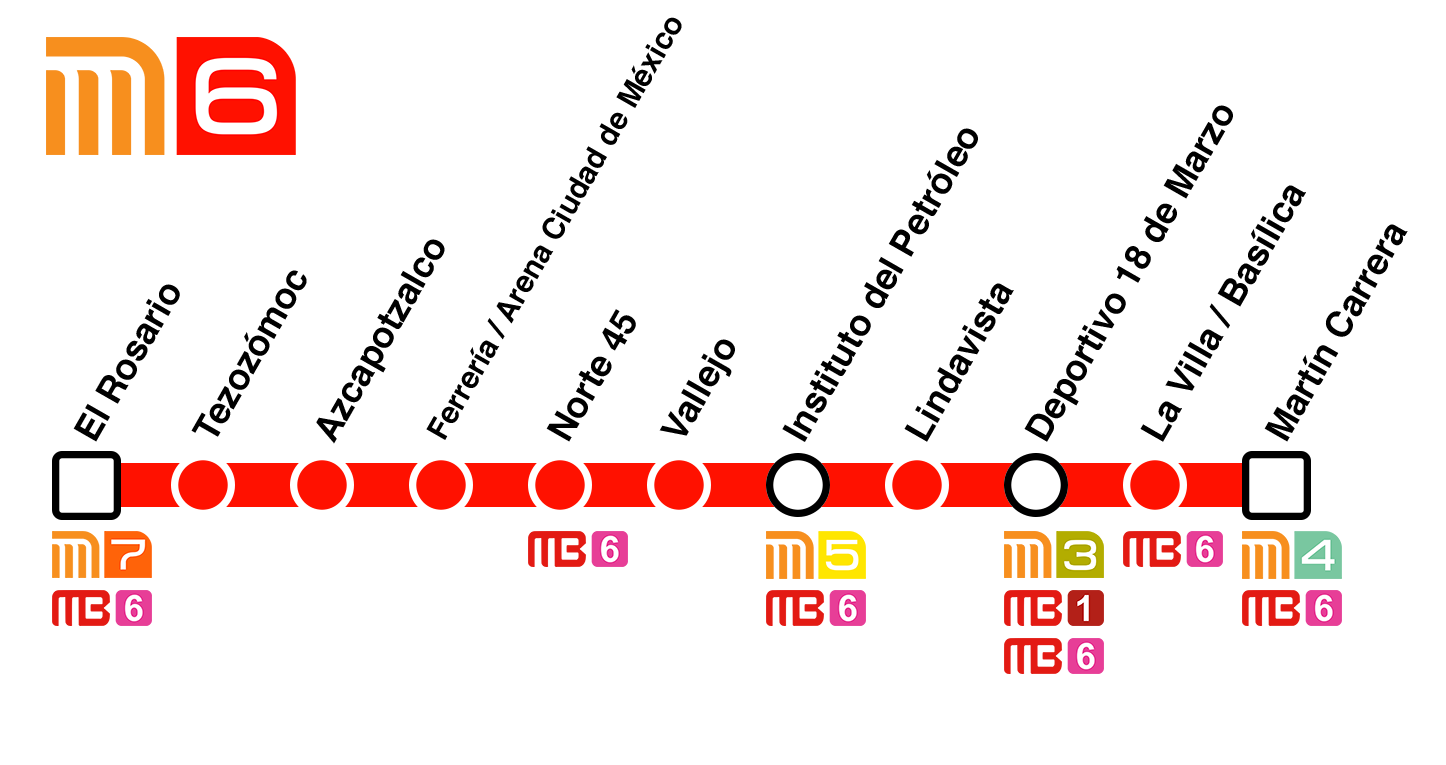
Plán Linky 6

### Seznam stanic
| Linka 6 | Linka 6                           | Linka 6  | Linka 6           |
| Č.      | Stanice                           | Přestupy | Městský obvod     |
| ------- | --------------------------------- | -------- | ----------------- |
| 1       | El Rosario                        |          | Azcapotzalco      |
| 2       | Tezozómoc                         |          | Azcapotzalco      |
| 3       | Azcapotzalco                      |          | Azcapotzalco      |
| 4       | Ferrería / Arena Ciudad de México |          | Azcapotzalco      |
| 5       | Norte 45                          |          | Azcapotzalco      |
| 6       | Vallejo                           |          | Azcapotzalco      |
| 7       | Instituto del Petróleo            |          | Gustavo A. Madero |
| 8       | Lindavista                        |          | Gustavo A. Madero |
| 9       | Deportivo 18 de Marzo             |          | Gustavo A. Madero |
| 10      | La Villa / Basílica               |          | Gustavo A. Madero |
| 11      | Martín Carrera                    |          | Gustavo A. Madero |

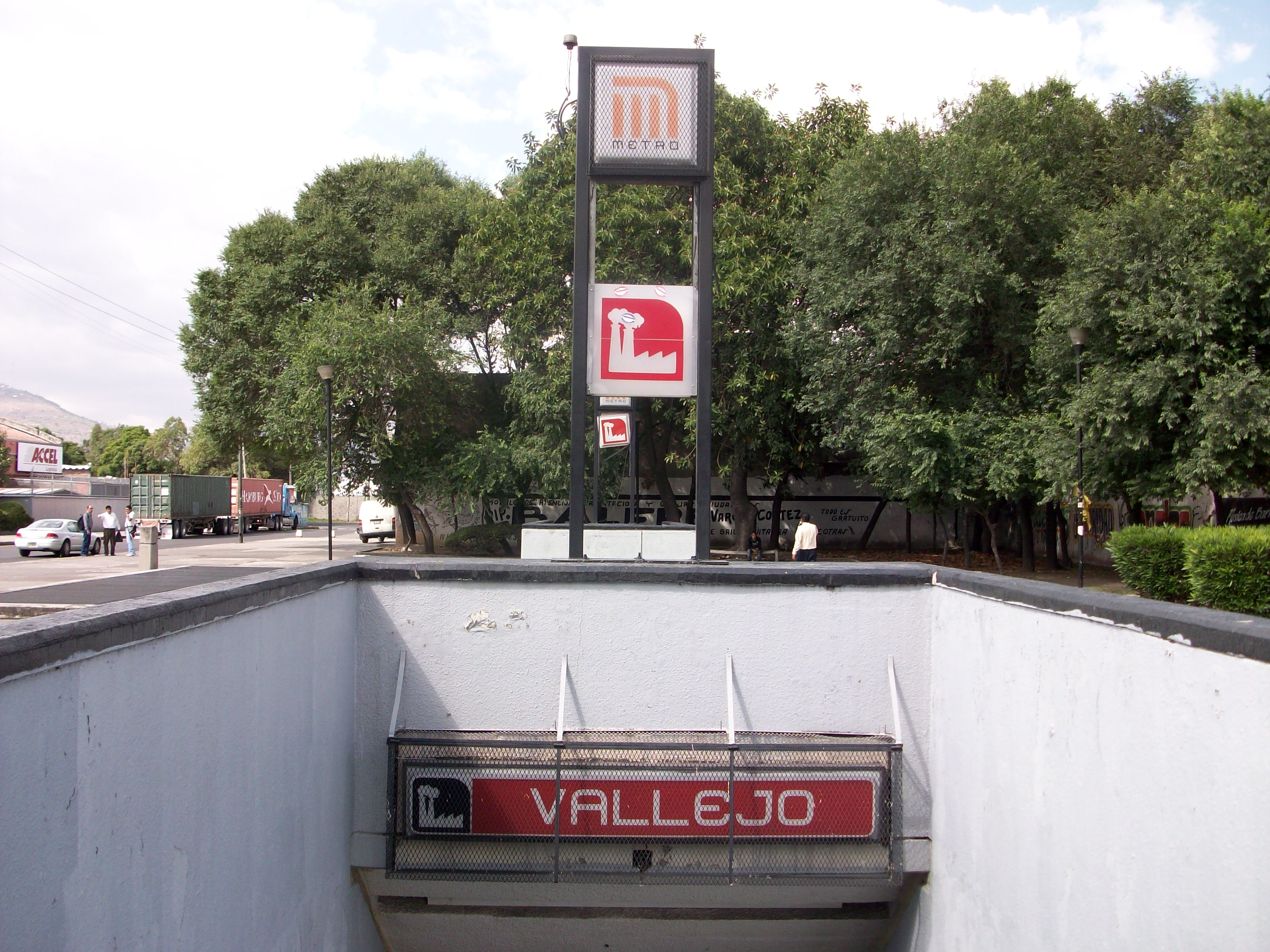
Vchod do stanice Vallejo

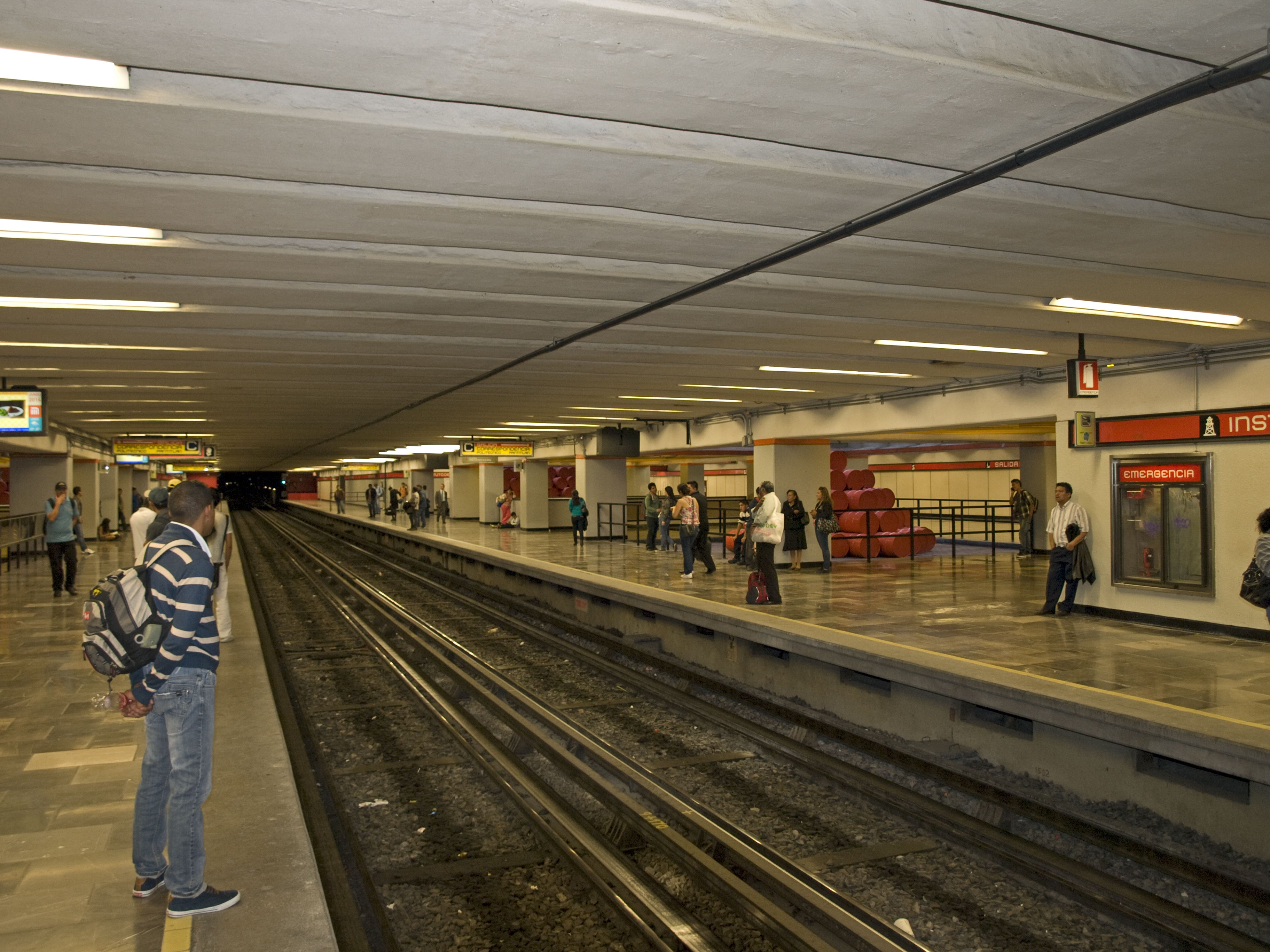
Stanice Instituto del Petróleo

Některé stanice dříve nesly jiný název
- Ferrería / Arena Ciudad de México (původně Ferrería)
- Deportivo 18 de Marzo (původně Basílica)
- La Villa / Basílica  (původně La Villa)